# Hanul cu Tei
Hanul cu Tei este unul din puținele hanuri vechi care mai există din centrul Bucureștiului. 

## Istoric
A fost construit în anul 1833 de către Anastasie Hagi Gheorghe Polizu și Ștefan Popovici, pe strada Lipscani. Era cunoscut și sub numele de Hanul de pe Ulița cea mare a Marchitanilor. Este singurul han istoric din București care și-a păstrat forma de origine. La intrarea de pe strada Blănari încă se poate vedea „sigiliul” primilor proprietari: „A.P.” și „S.P.” 
Fiecare proprietar avea 14 magazine, situate în partea de sus a pivnițelor cu boltă. Doar trotuarul și camera gardianului erau proprietate comună. Negustori importanți ai vremii respective au locuit în acest han, printre care și Constantin Anastasiu, care a înființat magazinul „La Vulturul de Mare cu Peștele în Ghiare”, clădire care încă există, fiind transformată într-o bancă, aproape de magazinul Cocor.
Astăzi, fostul han este un loc unde se organizează diverse galerii de artă, iar în pivniță a fost deschis un bar. Porțile sale de fier bogat ornamentate oferă acces atât de pe strada Lipscani, cât și de pe Blănari. De asemenea, fațada de sticlă a hanului este tipică Țării Românești.

### Monument istoric
Ansamblul de arhitectură „Hanul cu Tei” este înscris pe Lista monumentelor istorice 2010 - Municipiul București - la nr. crt. 1178, cod LMI B-II-a-B-18908.

### Strada Hanul cu tei
De asemenea, ansamblul „Hanul cu Tei” este înscris în nomenclatorul stradal al municipiului București ca stradă. Strada Hanul cu Tei este situată în centrul istoric al municipiului București, în sectorul 3, este orientată de la sud spre nord și se desfășoară pe o lungime de 75 de metri între străzile Lipscani și Blănari.

## Galerie de imagini

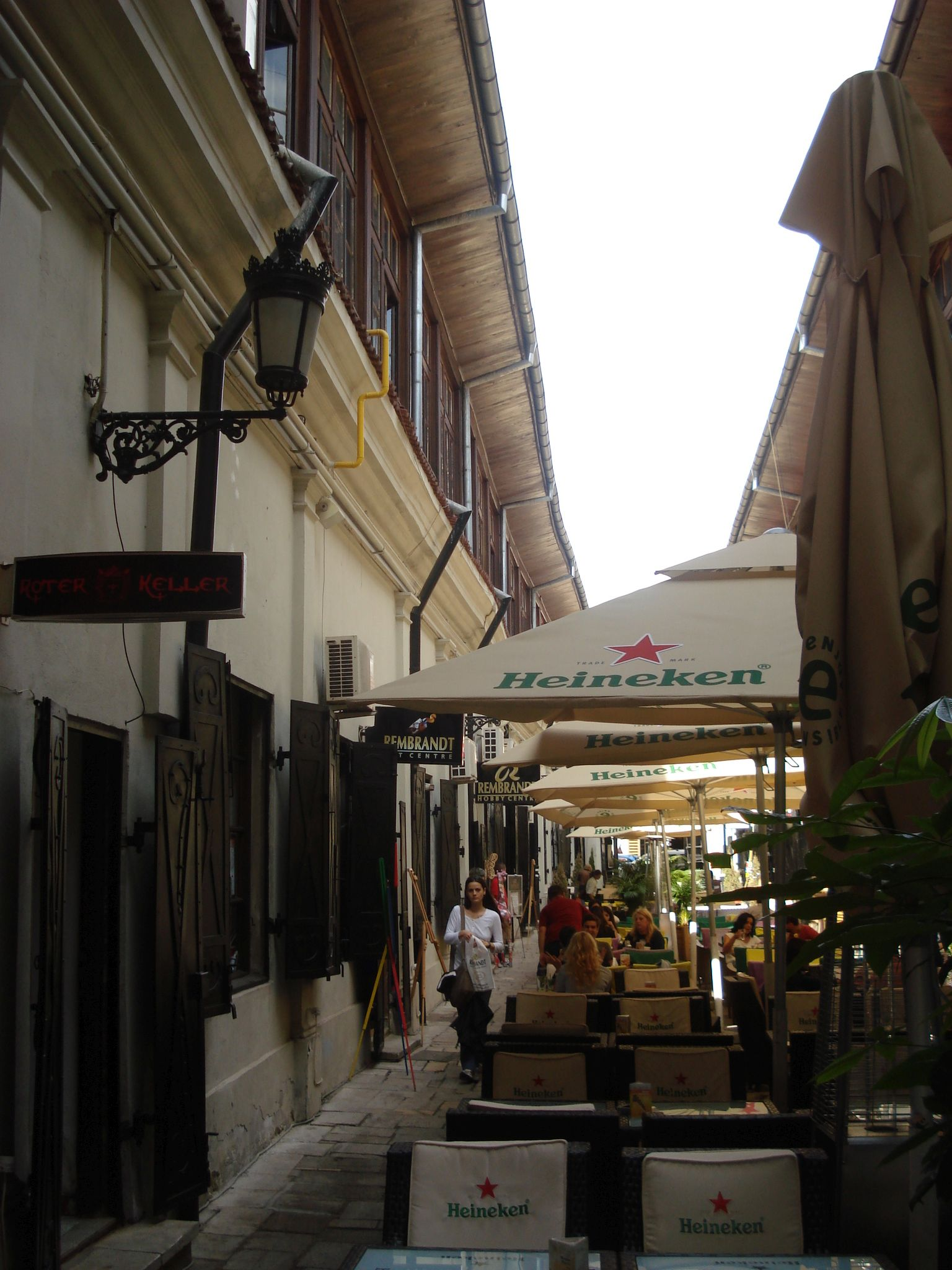
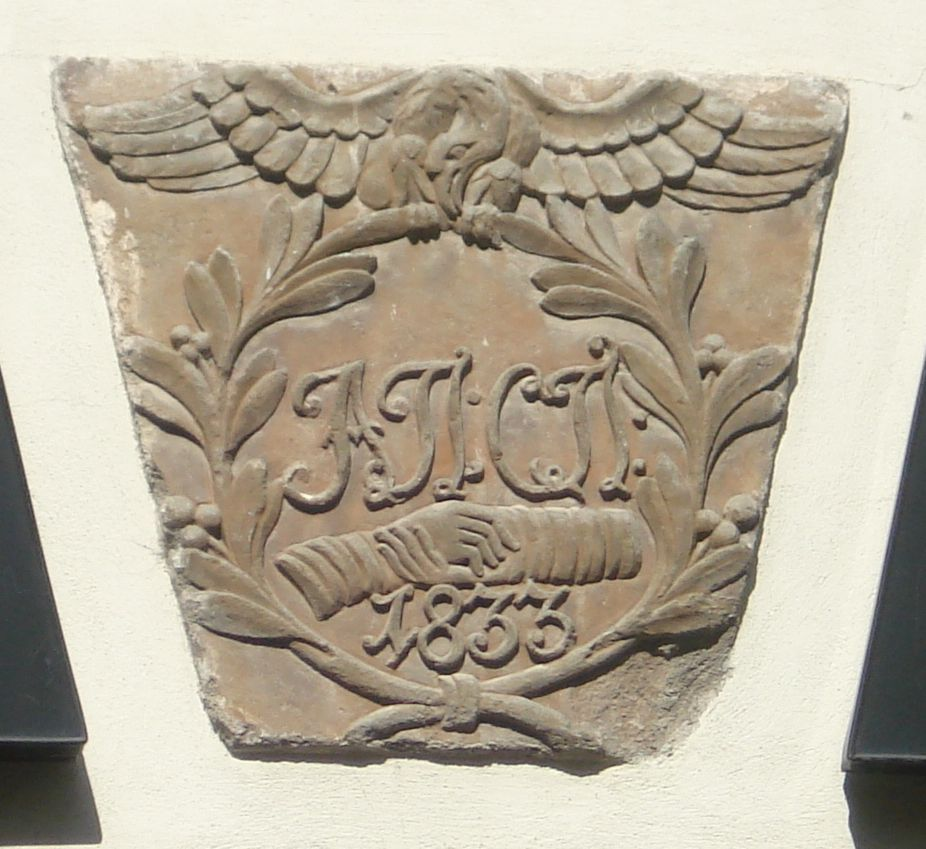
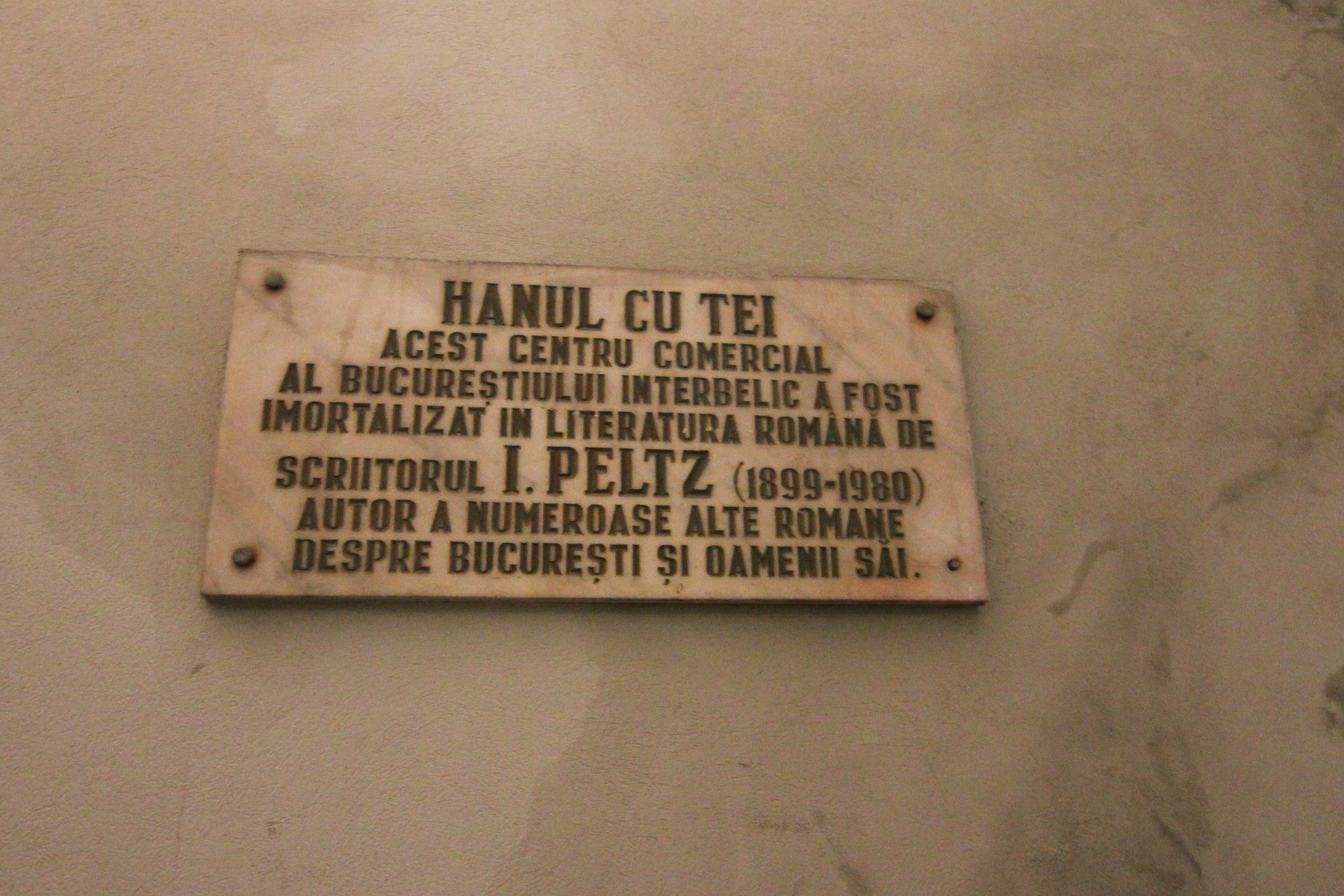
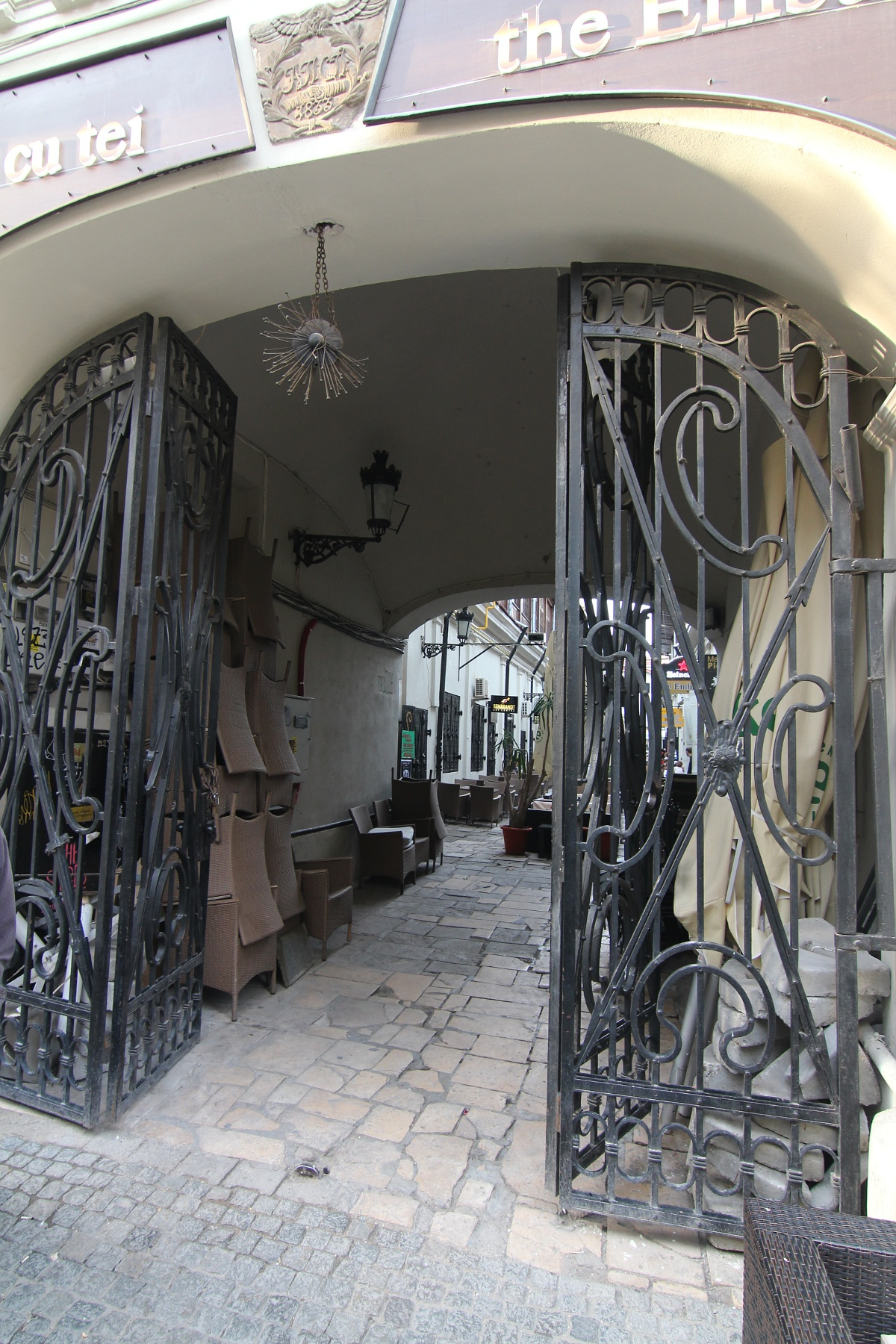
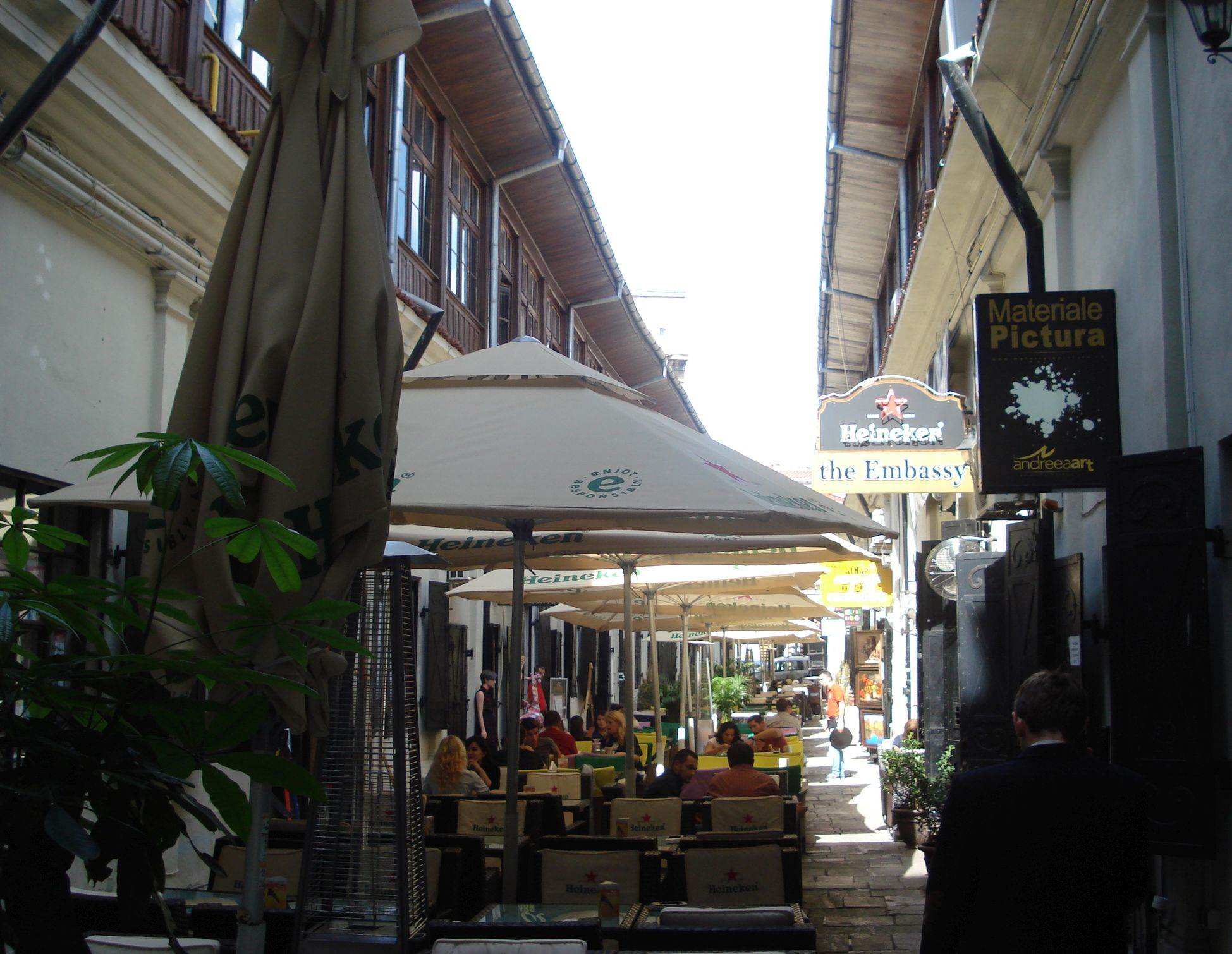
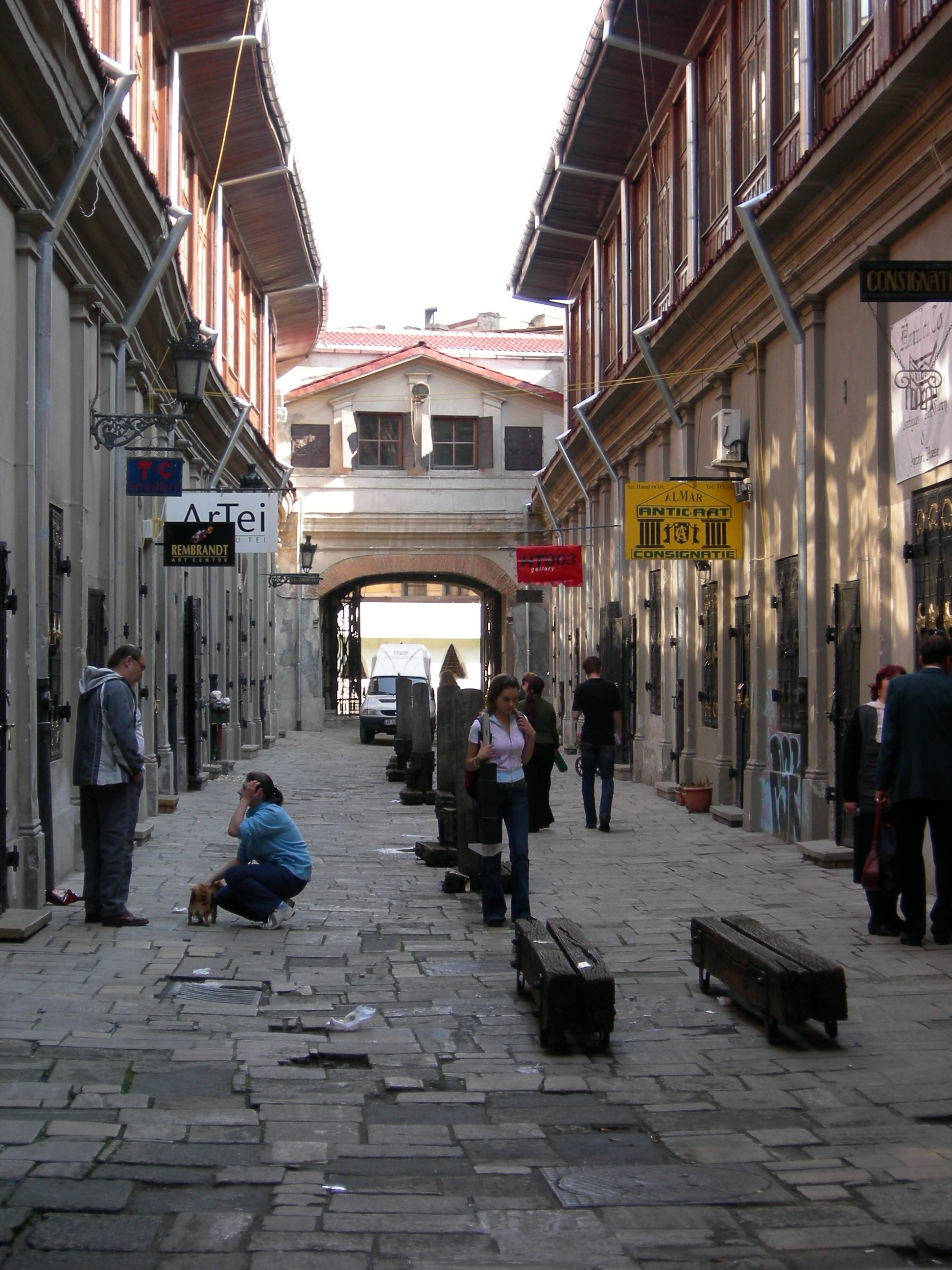